# SIC Mulher
A SIC Mulher é um canal temático da SIC. Foi o quarto canal da empresa televisiva a ser lançado, tendo sido especialmente desenhado para a televisão paga por cabo e satélite. As suas emissões iniciaram-se no dia 8 de março de 2003, Dia Internacional da Mulher. A 6 de outubro de 2016, no vigésimo quarto aniversário da SIC, o canal migrou para o formato HD. 
Apesar de o seu público-alvo serem as mulheres, o canal transmite programas com interesse para vários públicos, independentemente do género, como séries de ficção ou talk shows portugueses e internacionais, magazines e filmes. No entanto, o seu principal objetivo era, pelo menos nos primeiros anos de emissão, a difusão de uma programação destinada à mulher que não se revia na totalidade em nenhum dos canais disponíveis no panorama televisivo português de então. Inicialmente, foi também apresentado como um canal que se destinava à mulher que já tinha saído de casa da família, que já não estudava, que já era independente, que trabalhava/tinha uma carreira, que já tinha casado ou que já tinha filhos. 
Em junho de 2006, foi anunciado que a estava a ser equacionado o fim da SIC Mulher para dezembro desse mesmo ano, devido às baixas audiências alcançadas pelo canal, mas isso acabou por não acontecer. Em março de 2023 - e a propósito da comemoração do 20.º aniversário da SIC Mulher -, foi anunciado que em janeiro desse ano o canal tinha alcançado o seu melhor resultado [em termos de audiência e/ou rating] durante o período da década precedente.
À data de 2021, o canal transmitia muito poucos conteúdos portugueses, sendo que nos seus primeiros anos de emissão os programas originais perfaziam uma percentagem maior da grelha. Com a maior penetração da internet ao longo das décadas de 2010 e 2020, a SIC Mulher apostou mais no seu site, onde apresenta conteúdos que não "chegam" ao canal, como notícias da atualidade que sejam consideradas do interesse do público feminino.
Na primeira metade da década de 2020, o canal passou a exibir séries e telenovelas turcas dobradas em espanhol - assim como o canal-irmão SIC Caras -, o que se revelou uma aposta de sucesso, passando o canal a dar menos destaque a talent shows estrangeiros, que antes compunham uma boa parte da grelha de programação. No terceiro trimestre de 2024 e primeiro trimestre de 2025, as produções portuguesas - sejam elas originais da SIC Mulher e da SIC ou não - apenas têm sido emitidas durante as manhãs e as madrugadas do canal.
Para além de Portugal (onde está presente nas quatro operadoras de televisão paga: NOS, MEO, Vodafone e Nowo), a SIC Mulher também está disponível em Angola e Moçambique.

## Audiências
| 2003 | 2004 | 2005 | 2006 | 2007 | 2008 | 2009 | 2010 | 2011 | 2012 | 2013 | 2014 | 2015 | 2016 | 2017 |
| ---- | ---- | ---- | ---- | ---- | ---- | ---- | ---- | ---- | ---- | ---- | ---- | ---- | ---- | ---- |
| 0,4% | 0,5% | 0,5% | 0,4% | 0,5% | 0,5% | 0,6% | 0,7% | 0,9% | 0,7% | 0,7% | 0,6% | 0,6% | 0,6% | 0,9% |

## Distinções
Troféus de Televisão TV 7 Dias
| Ano  | Prémio                 | Personalidade nomeada | Trabalho nomeado | Resultado |
| ---- | ---------------------- | --------------------- | ---------------- | --------- |
| 2012 | Melhor Talk Show       |                       | Mais Mulher      | Indicado  |
| 2013 | Melhor Apresentadora   | Ana Rita Clara        | Mais Mulher      | Indicado  |
| 2014 | Melhor Programa Social |                       | Mais Mulher      | Indicado  |